# Municipio de Alabam
El municipio de Alabam (en inglés: Alabam Township) es un municipio ubicado en el condado de Madison en el estado estadounidense de Arkansas. En el año 2010 tenía una población de 1261 habitantes y una densidad poblacional de 8,41 personas por km².

## Geografía
El municipio de Alabam se encuentra ubicado en las coordenadas 36°11′28″N 93°40′9″O / 36.19111, -93.66917. Según la Oficina del Censo de los Estados Unidos, el municipio tiene una superficie total de 149.97 km², de la cual 149,11 km² corresponden a tierra firme y (0,57 %) 0,86 km² es agua.

## Demografía
Según el censo de 2010, había 1261 personas residiendo en el municipio de Alabam. La densidad de población era de 8,41 hab./km². De los 1261 habitantes, el municipio de Alabam estaba compuesto por el 95,56 % blancos, el 0,16 % eran afroamericanos, el 0,95 % eran amerindios, el 1,59 % eran asiáticos, el 0,79 % eran de otras razas y el 0,95 % eran de una mezcla de razas. Del total de la población el 2,54 % eran hispanos o latinos de cualquier raza.